# Benny Golson
Benny Golson   (Filadèlfia, 25 de gener de 1929 - Nova York, 21 de setembre de 2024) va ser un músic de bebop i hard-bop i saxofonista de jazz, compositor i arranjador estatunidenc.

## Biografia
Durant els seus temps d'institut, Golson tocà amb diverses altres promeses de músics incloent a John Coltrane, Red Garland, Jimmy Heath, Percy Heath, Philly Joe Jones, i Red Rodney. Després de graduar-se a la Universitat Howard, Golson s'uní a la banda de rhythm and blues de Bull Moose Jackson de la qual Tadd Dameron era el pianista aleshores.
De 1953 a 1959 Golson tocà amb la banda de Dameron i posteriorment amb les bandes de Lionel Hampton, Johnny Hodges, Earl Bostic, Dizzy Gillespie i Art Blakey and the Jazz Messengers amb qui va enregistrar el clàssic Moanin el 1958. De 1959 a 1962 Golson co-liderà The Jazztet amb Art Farmer. Golson compongué temes per a sèries de televisió com Ironside, Room 222, M*A*S*H i Mission: Impossible.
L'any 1995 Golson va rebre el premi NEA Jazz Masters de la National Endowment for the Arts. Golson va fer una aparició cameo a la pel·lícula de 2004 The Terminal
L'octubre de 2007 Golson va rebre el premi Mellon Living Legend Legacy Award en una cerimònia al Kennedy Center. Addicionalment el mateix mes va guanyar l'International Academy of Jazz Outstanding Lifetime Achievement Award de la Universitat de Pittsburgh al Carnegie Music Hall. El novembre de 2009, Benny va entrar a l'International Academy of Jazz Hall of Fame

## Discografia

### Com a líder
- Benny Golson's New York Scene (Contemporary, 1957)
- The Modern Touch (Riverside, 1957)
- The Other Side of Benny Golson (Riverside, 1958)
- Benny Golson and the Philadelphians (United Artists, 1958)
- Gone with Golson (New Jazz, 1959)
- Groovin' with Golson (New Jazz, 1959)
- Gettin' with It (New Jazz, 1959)
- Winchester Special (New Jazz, 1959) - with Lem Winchester
- Take a Number from 1 to 10 (Argo, 1961)
- Pop + Jazz = Swing (Audio Fidelity, 1961) – also released as Just Jazz!
- Turning Point (Mercury, 1962)
- Free (Argo, 1962)
- Stockholm Sojourn (Prestige, 1964)
- Tune In, Turn On (Verve, 1967)
- Are You Real (CBS, 1977)
- Killer Joe (Columbia, 1977)
- I'm Always Dancin' to the Music (Columbia, 1978)
- California Message (Baystate, 1980)
- One More Mem'ry (Baystate, 1981)
- This is for You, John (Timeless Records, 1987)
- Up, Jumped Spring (LRC Ltd., 1990)
- Up Jumped Benny (Arkadia Jazz, 1997)
- That's Funky (Arkadia Jazz, 2000)
- One Day Forever (Arkadia Jazz, 2001)
- Terminal 1 (Concord Records, 2004)
- The Masquerade Is Over (Azzurra Music, 2005)
- The Many Moods of Benny Golson (Arkadia Jazz, 2007)
- Three Little Words (Synergie OMG, 2007)
- New Time, New 'Tet (Concord Records, 2009)

### Amb The Jazztet
- Meet the Jazztet (Argo, 1960)
- Big City Sounds (Argo, 1960)
- The Jazztet and John Lewis (Argo, 1961)
- The Jazztet at Birdhouse (Argo, 1961)
- Here and Now (Mercury, 1962)
- Another Git Together (Mercury, 1962)
- Voices All (East West, 1982)
- Playboy Jazz Festival (Elektra/Musician, 1982)
- Moment to Moment (Soul Note, 1983)
- Nostalgia (Baystate, 1983)
- Back to the City (Contemporary, 1986)
- Real Time (Contemporary, 1986)

### Com arranjador
Amb Kenny Burrell
- Both Feet on the Ground (Fantasy, 1973)

Amb Art Farmer
- Brass Shout (United Artists, 1959)
- Baroque Sketches (Columbia, 1967)

Amb Curtis Fuller
- Sliding Easy (United Artists, 1959)

Amb Red Holloway
- Sax, Strings & Soul (Prestige, 1964)

Amb Roland Kirk
- The Roland Kirk Quartet Meets the Benny Golson Orchestra (Mercury, 1963)

Amb Illinois Jacquet
- Bosses of the Ballad (Argo, 1964)

Amb Jack McDuff
- Prelude (Prestige, 1963)
- The Dynamic Jack McDuff (Prestige, 1964)
- Walk On By (Prestige, 1966)
- The Midnight Sun (Prestige, 1964-66 [1969])
- Steppin' Out (Prestige, 1961-66 [1969])

Amb Freda Payne
- How Do You Say I Don't Love You Anymore (MGM, 1966)

Amb Jimmy Witherspoon
- Some of My Best Friends Are the Blues (Prestige, 1964)

### Com a Sideman
Amb Art Blakey
- Moanin' (Blue Note, 1958)
- 1958 - Paris Olympia (Fontana, 1958)
- Des Femmes Disparaissent (Soundtrack) (Fontana, 1958)

Amb Cass Elliot
- Cass Elliot (RCA 1971)

Amb Art Farmer
- Modern Art (United Artists, 1958)

Amb Curtis Fuller
- Blues-ette (Savoy, 1959)
- The Curtis Fuller Jazztet (Savoy, 1959)
- Imagination (Savoy, 1959)

- Dizzy in Greece (Verve, 1957)
- Birks' Works (Verve, 1957)
- Dizzy Gillespie at Newport (Verve, 1957)
- The Greatest Trumpet of Them All (Verve, 1957)
- Bird Songs: The Final Recordings (Telarc, 1992)
- To Bird with Love (Telarc, 1992)

Amb Ernie Henry
- Last Chorus (Riverside, 1956–57)

Amb Milt Jackson
- Bags' Opus (United Artists, 1958)

Amb Philly Joe Jones
- Drums Around the World (Riverside, 1959)

Amb Abbey Lincoln
- It's Magic (Riverside, 1958)

Amb Blue Mitchell
- Out of the Blue (1959)

Amb Lee Morgan
- Lee Morgan Vol. 3 (Blue Note, 1957)

Amb Arkadia Jazz All Stars
- Thank You, Duke!

Amb Sarah Vaughan
- Sassy Swings Again (1967)

Amb Meeco
- Beauty of the Night (Connector, 2012)